# Lista de deputados estaduais de Alagoas da 14.ª legislatura
Essa é uma lista de deputados estaduais de Alagoas eleitos para o período 1999-2003.

## Composição das bancadas
| Partido | Líder               | Bancada | Posição      |
| ------- | ------------------- | ------- | ------------ |
| PTB     | Marcelino Alexandre | 7 / 27  | Oposição     |
| PSDB    | Arthur Lira         | 4 / 27  | Independente |
| PSD     | Antônio Albuquerque | 3 / 27  | Independente |
| PSB     | Cícero Amélio       | 3 / 27  | Governo      |
| PSL     | Marcos Ferreira     | 3 / 27  | Oposição     |
| PMDB    | João Beltrão        | 2 / 27  | Independente |
| PFL     | Rogério Teófilo     | 2 / 27  | Oposição     |
| PT      | Major Paulo Nunes   | 2 / 27  | Governo      |
| PTdoB   | Judá Nicácio        | 1 / 27  | Governo      |

## Deputados Estaduais
| Número | Deputados estaduais eleitos | Partido | Votação | Percentual | Cidade onde nasceu    | Unidade federativa |
| 41111  | Antonio Albuquerque         | PSD     | 29.129  | 4,37%      | Limoeiro de Anadia    | Alagoas            |
| 15111  | João Beltrão                | PMDB    | 20.350  | 3,05%      | Coruripe              | Alagoas            |
| 25123  | Rogério Teófilo             | PFL     | 20.296  | 3,04%      | Maceió                | Alagoas            |
| 14789  | Marcelino Alexandre         | PTB     | 18.614  | 2,79%      | Arapiraca             | Alagoas            |
| 41234  | Isnaldo Bulhões             | PSD     | 18.421  | 2,76%      | Maceió                | Alagoas            |
| 45123  | Celso Luiz                  | PSDB    | 16.986  | 2,54%      | Maceió                | Alagoas            |
| 14144  | Antônio Holanda             | PTB     | 16.151  | 2,42%      | Maceió                | Alagoas            |
| 40110  | Cicero Amélio               | PSB     | 14.717  | 2,20%      | Maceió                | Alagoas            |
| 45456  | Júnior Leão                 | PSDB    | 14.668  | 2,20%      | Arapiraca             | Alagoas            |
| 40111  | Francisco Tenório           | PSB     | 14.500  | 2,17%      | Chã Preta             | Alagoas            |
| 45618  | Arthur Lira                 | PSDB    | 14.284  | 2,14%      | Maceió                | Alagoas            |
| 15147  | Ziane Costa                 | PMDB    | 13.968  | 2,09%      | Delmiro Gouveia       | Alagoas            |
| 45678  | Francisco Beltrão (Chicão)  | PSDB    | 13.869  | 2,08%      | Aracaju               | Sergipe            |
| 14567  | Fernando Duarte             | PTB     | 13.709  | 2,05%      | Palmeira dos Índios   | Alagoas            |
| 14444  | Gervásio Raimundo           | PTB     | 12.760  | 1,91%      | Quebrangulo           | Alagoas            |
| 17144  | Marcos Ferreira             | PSL     | 12.740  | 1,91%      | Desterro              | Paraíba            |
| 25111  | Lucila Toledo               | PFL     | 12.736  | 1,91%      | Atalaia               | Alagoas            |
| 14111  | Cícero Ferro                | PTB     | 12.620  | 1,89%      | Minador do Negrão     | Alagoas            |
| 14121  | Gilvan Barros               | PTB     | 12.558  | 1,88%      | Maceió                | Alagoas            |
| 14123  | Temóteo Correia             | PTB     | 12.391  | 1,85%      | Anadia                | Alagoas            |
| 17170  | Antônio Cacalo              | PSL     | 10.707  | 1,85%      | Pão de Açúcar         | Alagoas            |
| 13111  | Paulão Santos               | PT      | 10.458  | 1,56%      | Recife                | Pernambuco         |
| 40123  | Petrucio Bandeira           | PSB     | 9.645   | 1,44%      | Maceió                | Alagoas            |
| 17118  | Fátima Cordeiro             | PSL     | 8.653   | 1,29%      | Porto Calvo           | Alagoas            |
| 41122  | Délio Almeida               | PSD     | 8.620   | 1,29%      | São Miguel dos Campos | Alagoas            |
| 13131  | Major Paulo Nunes           | PT      | 7.465   | 1,12%      | Maceió                | Alagoas            |
| 70123  | Judá Nicácio                | PTdoB   | 6.512   | 0,97%      | Arapiraca             | Alagoas            |